# Girardinia
Girardinia Gaudich. – rodzaj roślin zielnych z rodziny pokrzywowatych (Urticaceae). Należą do niego dwa gatunki występujące w Afryce subsaharyjskiej oraz południowej i wschodniej Azji. 
Rośliny roczne i wieloletnie pokryte silnie parzącymi włoskami. Wykorzystywane są jako lek przeciwgorączkowy. Z łodyg pozyskuje się włókna stosowane do wyrobu sznurów, sieci, materiałów tekstylnych. Rośliny bywają też spożywane jako warzywo.

## Morfologia
PokrójRośliny zielne pokryte kłującymi, parzącymi włoskami. Pęd wzniesiony, zwykle zygzakowaty i 5 kanciasty.
LiścieSkrętoległe, pojedyncze, ogonkowe, z przylistkami szerokimi i zielonymi, szybko jednak odpadającymi. Blaszka liściowa trójżyłkowa, na brzegach ząbkowana i klapowana.
KwiatyMałe, rozdzielnopłciowe, skupione w pojedynczych lub wyrastających w parach kwiatostanach wierzchotkowatych, kłosowatych lub wiechowatych. Kwiaty męskie rozwijają się w kwiatostanach wydłużonych. Kwiaty żeńskie w luźnych lub gęstych kulistawych skupieniach. Kwiaty męskie mają okwiat cztero- lub pięciolistkowy, pręciki w liczbie odpowiadającej liczbie listków okwiatu, zagięte do środka oraz szczątkową zalążnię. Listki okwiatu kwiatów żeńskich w liczbie od 2 do 4 są zrośnięte w rurkę rozciętą z jednej strony do nasady, na szczycie każdego listka znajdują się 2 lub 3 ząbki. Zalążnia jest jajowata, z szydlastą szyjką słupka, brodawkowatą z jednej strony.
OwoceDość okazałe, zwykle spłaszczone i brodawkowate niełupki zwieńczone trwałą, zagiętą szyjką słupka. Czasem szypułka w czasie owocowania się rozszerza.

## Systematyka
Pozycja systematyczna
Rodzaj z rodziny pokrzywowatych (Urticaceae). W obrębie rodziny należy do plemienia Urticeae, w którym tworzy klad wspólnie z siostrzanymi rodzajami Dendrocnide i Discocnide.
Wykaz gatunków
- Girardinia bullosa (Hochst. ex Steud.) Wedd.
- Girardinia diversifolia (Link) Friis